# The Beast in the East
The Beast in the East è stato un evento speciale di wrestling prodotto dalla WWE in esclusiva per il WWE Network. L'evento si è svolto il 4 luglio 2015 al Ryōgoku Kokugikan di Tokyo.

## Storyline
Il 28 maggio è stato rivelato che Brock Lesnar sarebbe apparso il 4 luglio in un evento dal vivo in Giappone. Questo ha segnato il primo match di Lesnar non in pay-per-view per la WWE dal 2004. La WWE successivamente diffuse un video promozionale annunciando che lo show non sarebbe più stato un house show, ma sarebbe stato trasmesso in diretta sul WWE Network. Il giorno dopo, la WWE ha rivelato l'intera lista dei match. Un match in programma per l'evento era il New Day contro Tyson Kidd e Cesaro, ma è stato annullato poco dopo a causa di un infortunio di Kidd. È stato poi annunciato che Big E e Xavier Woods avrebbero affrontato i Lucha Dragons (Kalisto e Sin Cara), mentre Kofi Kingston avrebbe lottato contro Brock Lesnar.
L'11 febbraio, a NXT TakeOver: Rival, Kevin Owens ha sconfitto Sami Zayn per KO tecnico conquistando così l'NXT Championship; mentre Finn Bálor ha sconfitto Neville, ottenendo la nomina di contendente n°1 al titolo di Owens. Nella puntata di NXT del 25 marzo, Owens ha difeso con successo il titolo contro Bálor poiché quest'ultimo ha patito un infortunio alla gamba (kayfabe). Il 20 maggio, a NXT TakeOver: Unstoppable, Owens ha mantenuto il titolo contro Zayn; mentre Bálor ha sconfitto Tyler Breeze riottenendo la nomina di primo sfidante all'NXT Championship. Nella puntata di NXT del 3 giugno il General Manager William Regal ha annunciato che Owens difenderà il titolo contro Bálor a The Beast in the East.
Inoltre, Hideo Itami e Tatsumi Fujinami sono stati pubblicizzati per apparire durante l'evento.

## Risultati
| # | Incontri                                                      | Stipulazioni                                      | Durata |
| - | ------------------------------------------------------------- | ------------------------------------------------- | ------ |
| 1 | Chris Jericho ha sconfitto Neville per sottomissione          | Single match                                      | 16:20  |
| 2 | Nikki Bella (c) ha sconfitto Paige e Tamina                   | Triple threat match per il WWE Divas Championship | 07:03  |
| 3 | Brock Lesnar ha sconfitto Kofi Kingston (con Xavier Woods)    | Single match                                      | 02:36  |
| 4 | Finn Bálor ha sconfitto Kevin Owens (c)                       | Single match per l'NXT Championship               | 19:25  |
| 5 | Dolph Ziggler e John Cena hanno sconfitto Kane e King Barrett | Tag team match                                    | 23:50  |